# Shōnan Denki Tetsudō
Die Shōnan Denki Tetsudō (jap. 湘南電気鉄道, dt. „Elektrische Shōnan-Eisenbahn“) war eine private japanische Bahngesellschaft. Sie wurde 1925 gegründet und 1941 von der Keihin Denki Tetsudō (der heutigen Keikyū) übernommen. Südlich von Yokohama baute und betrieb sie zwei Strecken auf der Miura-Halbinsel. Das Unternehmen mit Sitz in Yokohama war allgemein auch als Shōnan Densha (湘南電車, „Shōnan-Zug“) bekannt.

## Geschichte
Ryūtarō Nomura, Vizedirektor des Eisenbahnamtes und Präsident der Südmandschurischen Eisenbahn, plante den Bau einer elektrischen Eisenbahn rund um die Miura-Halbinsel von Yokohama über Uraga, Misaki und Zushi nach Kamakura. Zu diesem Zweck gründete er im September 1917 ein Komitee, das einen Antrag für die Erteilung einer entsprechenden Lizenz stellen sollte. Das Einholen der erforderlichen Genehmigungen verzögerte sich jedoch, zumal die geplante Streckenführung mehrmals geändert werden musste. Die Lizenz wurde schließlich am 27. August 1923 erteilt.
Doch nur fünf Tage später geschah das Große Kantō-Erdbeben, worauf sich das wirtschaftliche Umfeld zusehends verschlechterte und das Projekt dadurch ernsthaft gefährdet war. Yasuda Yasuyoshi, ein Großaktionär der Keihin Denki Tetsudō (heute Keikyū) rettete es vor dem Scheitern, indem er eine enge Kooperation anregte. Fünf von der Keihin Denki Tetsudō zur Verfügung gestellte Führungskräfte verstärkten das Management der am 1. Dezember 1925 formell gegründeten Shōnan Denki Tetsudō. Die Bauarbeiten begannen Ende 1927. Der nördliche Ausgangspunkt sollte ursprünglich Sakuragichō sein, der damals wichtigste Bahnhof Yokohamas. Das Erdbeben von 1923 führte jedoch zum Bau des Hauptbahnhofs am heutigen Standort, sodass eine neue Streckenführung mit einem fast 900 m langen Tunnel erforderlich war. Die Strecken zwischen Koganechō und Uraga sowie zwischen Kanazawa-hakkei und Shōnan Zushi gingen am 1. April 1930 in Betrieb.
Da sich die Fertigstellung des Tunnels in Yokohama verspätete, bildeten die Strecken der Shōnan Denki Tetsudō zunächst rund anderthalb Jahre lang einen Inselbetrieb, ohne Anbindung ans übrige Eisenbahnnetz. Fahrgäste zwischen Koganechō und Yokohama mussten deshalb auf die städtische Straßenbahn umsteigen. Ab Juli 1930 stand eine direkte Schnellbusverbindung der Keihin Denki Tetsudō zur Verfügung. Der noch fehlende Abschnitt wurde am 26. Dezember 1931 eröffnet. Es gab zwei Systemwechselbahnhöfe. Südlich von Yokohama war das Streckennetz der Shōnan Denki Tetsudō in Normalspur (1435 mm) verlegt, die daran anschließende Keikyū-Hauptlinie nach Shinagawa in der ungewöhnlichen „schottischen Spurweite“ von 1372 mm. In  Koganechō bestand eine betriebliche Trennung bezüglich der Fahrleitungsspannung. Nördlich davon war die Strecke mit 600 V Gleichspannung elektrifiziert, südlich davon mit 1500 V.
Die Keikyū strebte eine umsteigefreie Verbindung an, doch gemäß dem damaligen Lokalbahngesetz durften Normalspurgleise nicht auf die schottische Spur umgespurt werden. Deshalb fiel im September 1931 der Beschluss, stattdessen die Hauptlinie wieder auf Normalspur umzubauen – so wie sie bereits von 1901 bis 1904 bestanden hatte. Diese Maßnahme war am 1. April 1933 abgeschlossen, im Bahnhof Koganechō bestand aber weiterhin eine betriebliche Trennung bei der Fahrleitungsspannung. Am 25. Dezember 1936 wurde die Spannung auf dem Abschnitt Koganechō–Kamiōoka auf 600 V gesenkt, damit Schnellzüge von Shinagawa bis dorthin verkehren konnten (1947 auf 1500 V vereinheitlicht).
In der Zwischenzeit konzentrierte sich die Shōnan Denki Tetsudō darauf, mehrere lokale Busbetriebe entlang ihrer Strecken zu erwerben. Dadurch sollte einerseits die Konkurrenz durch Parallellinien beseitigt, andererseits ein Zubringernetz zu den Bahnhöfen aufgebaut werden. Für den Busverkehr zuständig war die Tochtergesellschaft Shōnan hantō jidōsha (湘南半島自動車). Die Bahngesellschaft betrieb auch eine Fährverbindung von Uraga über die Bucht von Tokio nach Takeoka auf der Bōsō-Halbinsel (Präfektur Chiba). Andererseits verzichtete sie auf den Streckenbau entlang der Westküste der Miura-Halbinsel und ließ die entsprechenden Lizenzen ungenutzt verfallen. Nach Ausbruch des Pazifikkriegs strebte die japanische Regierung danach, die Effizienz kleinerer privater Verkehrsunternehmen zu steigern. Zu diesem Zweck erließ sie 1938 das „Gesetz zur Koordination von Landverkehrsunternehmen“, was es ihr ermöglichte, insbesondere in den Ballungsräumen Fusionen zu größeren Einheiten anzuordnen. Auf dieser Grundlage ging die Shōnan Denki Tetsudō am 1. November 1941 vollständig in der Keihin Denki Tetsudō auf.

## Kennzahlen
Das Grundkapital des Unternehmens betrug 11,35 Millionen Yen. Bis September 1939 wurden 227.000 Aktien ausgegeben, davon 12.000 Vorzugsaktien. Die bedeutendsten Aktionäre waren damals die Bahngesellschaften Keihin Denki Tetsudō und Tōkyō Yokohama Dentetsu mit Anteilen von 31 bzw. 10,6 Prozent.